# Monti Simbruini
Monti Simbruini je menší pohoří ve střední části Itálie, v Laziu, zasahuje rovněž do Abruzza. Leží přibližně 60 km východně od Říma. Tvoří hranici mezi regiony Lazio a Abruzzo. Monti Simbruini je součástí Subapenin. Na jihu na pohoří navazuje další z částí Lazijských Subapenin, pohoří Monti Ernici.

## Flora a fauna
Oblast je součástí Regionálního parku Monti Simbruini založeného v roce 1983. Z flory jsou zde zastoupeny buk lesní, kaštanovník setý, líska obecná, dub pýřitý, habr obecný, javor francouzský, jeřáb ptačí a tis červený. Dále zde rostou hořce, lilie, kosatce nebo violky. Z fauny zde žijí vlk italský (Canis lupus italicus), medvěd hnědý (Ursus arctos marsicanus), srnec obecný, prase divoké, jezevec lesní, dikobraz obecný, kočka divoká, kuna skalní nebo lasice kolčava. Z ptáků například krahujec obecný, sojka obecná, sýček obecný, puštík obecný.